# Jeholosauridae
Gli Jeolosauridi sono una famiglia estinta di dinosauri neornitischi vissuti nel Cretaceo inferiore-superiore (Aptiano-Santoniano, con un possibile record dal Campaniano), in Asia. La famiglia fu proposta per la prima volta da Han et al., nel 2012, venendo definita come "tutti gli ornitischi più strettamente imparentati con Jeholosaurus shangyuanensis che con Hypsilophodon foxii, Iguanodon bernissartensis, Protoceratops andrewsi, Pachycephalosaurus wyomingensis o Thescelosaurus neglectus. Questa famiglia contiene solo due generi: Jeholosaurus e Yueosaurus.